# Бабиченко Дмитро Наумович
Дмитро Наумович Бабиче́нко (нар. 17 травня 1901, Житомир — пом. 30 липня 1991, Москва) — радянський режисер-мультиплікатор, майстер мальованої мультиплікації, сценарист, художник.

## Біографія
Народився 17 травня 1901 року в місті Житомирі Волинської губернії (тапер Україна). Вищу художню освіту здобув в Академії пластичних мистецтв у Києві. Працював карикатуристом в журналах і газетах спочатку в Києві, потім у Москві, художником в цеху художньої мультиплікації на кінофабриках «Союзкіно», «Межрабпомфільм». Виконав низку плакатів.
Подальша творча діяльність пов'язана з кіностудією «Союзмультфільм». Там він став одним з провідних режисерів студії. Працюючи в різних жанрах, Дмитро Бабиченко прославився, насамперед, як режисер-постановник фільмів-казок. У 1950-ті роки ним створені яскраві, незабутні твори, що увійшли в історію вітчизняної мультиплікації. У 1956—1957 роках відзначені призами Всесоюзного кінофестивалю його фільми «Мільйон в мішку» і «Привіт друзям!». Мультфільм «Маленький Шего» отримав диплом на Міжнародному кінофестивалі у Венеції. Там же в 1958 році приз отримав мультфільм «Перша скрипка».
Особливо плідним було співробітництво з Іваном Івановим-Вано. У 1959 році вони зняли мультфільм «Пригоди Буратіно» за казкою Олексія Толстого «Золотий ключик», який увійшов у класику вітчизняної мультиплікації. Фільм був відзначений Першою премією на II ВКФ у Мінську (1960).
У 1969—1975 роках був режисером і художнім керівником мультиплікаційної студії при Творчому об'єднанні «Екран».
Помер у Москві 30 липня 1991 року.

## Фільмографія
- 1934 — Клякса в Арктиці (співрежисер)
- 1935 — Казка про веселого пастуха
- 1936 — У Африці жарко (співрежисер)
- 1936 — Казка про злого ведмедя, підступну лисицю і веселого пастуха (співрежисер)
- 1937 — Солодкий пиріг (співрежисер)
- 1938 — Працьовитий півник і безтурботні мишки (співрежисер)
- 1938 — Журнал політсатіри № 1 (співрежисер)
- 1939 — Бойові сторінки
- 1939 — Войовничі бобри (співрежисер)
- 1939 — Переможний маршрут (співрежисер)
- 1940 — Улюблені герої
- 1941 — Били, б'ємо і будемо бити
- 1944 — Музична жарт
- 1946 — Весняні мелодії
- 1946 — Орлине перо
- 1947 — Подорож в країну велетнів
- 1948 — Ким бути?
- 1950 — Чарівний скарб
- 1950 — Олень і вовк
- 1952 — Валидуб
- 1953 — Брати Лю
- 1956 — Маленький Шего
- 1956 — Мільйон в мішку
- 1957 — Привіт друзям! (Співрежисер)
- 1958 — Кругова панорама
- 1958 — Перша скрипка
- 1959 — Пригоди Буратіно (співрежисер)
- 1960 — Мультиплікаційний Крокодил № 3
- 1960 — Світлячок № 1 (режисер, сценарист)
- 1961 — МУК (Мультиплікаційний Крокодил) № 4 — На чисту воду
- 1970 — Пригоди Піфа
- 1971 — Трімпу в цирку
- 1972 — Обережні козли
- 1972 — П'яні вишні (сценарист)
- 1972 — Симулянт
- 1974 — Самі винні
- 1975 — Байки Михалкова (режисер)
- 1980 — Футбол (режисер)

## Нагороди на фестивалях
- 1956 — «Мільйон у мішку» — ВКФ у Москві — друга премія за розділом мультфільмів, 1958;
- 1957 — «Привіт друзям!» — ВКФ у Москві — друга премія за розділом мультфільмів, 1958;
- 1956 — «Маленький Шего» — МТ фільмів для дітей та юнацтва у Венеції — диплом, 1957;
- 1958 — «Перша скрипка» — XV МКФ у Венеції — диплом, 1959, приз ВКФ;
- 1959 — «Пригоди Буратіно» — II ВКФ у Мінську — перша премія за розділом мультфільмів, 1960.

## Цікаві факти
- XVII фестиваль архівного кіно «Білі Стовпи» пройшов у Держфільмфонді: програма фестивалю включала велику кількість мультфільмів і кіноматеріалів. Відбувся показ ще двох відновлених Миколою Майоровим і Володимиром Котовським кольорових мальованих робіт «Союзмультфільму». Цього разу це були найперша на студії кольорова картина «Солодкий пиріг» Д.Бабиченко (1937) і остання студійна «трехцветка» — «Зимова казка» В. П. Вано (1945).[2]